# Carte à bâtonnets
Les cartes à bâtonnets ou stick charts en anglais sont des cartes nautiques produites par les habitants des îles Marshall afin de se repérer sur l'océan et de rallier les différentes îles du Pacifique.
Sur ces cartes, les îles sont figurées par de petits coquillages et les intersections marquent le croisement des houles contraires ainsi que leur mouvement (par les grands bâtonnets en demi-cercle). La précision de ces cartes est telle qu'une superposition de celles-ci avec des cartes faites par des moyens modernes est parfaitement exacte. Les cartes à bâtonnets ont été généralement fabriquées à partir de la nervure médiane des feuilles de cocotier attachées ensemble pour former un cadre ouvert.
Souvent ces cartes étaient individuelles et donc variaient en forme : le navigateur, personne qui avait fait la carte, était la seule personne qui pouvait bien l'interpréter et l'utiliser. L'utilisation des cartes à bâtonnets et de la navigation à l'aide de la houle apparemment prirent fin après la Seconde Guerre mondiale, lorsque de nouvelles technologies électroniques permirent une navigation plus accessible, et que les voyages entre les îles en canot se firent moins nombreux.

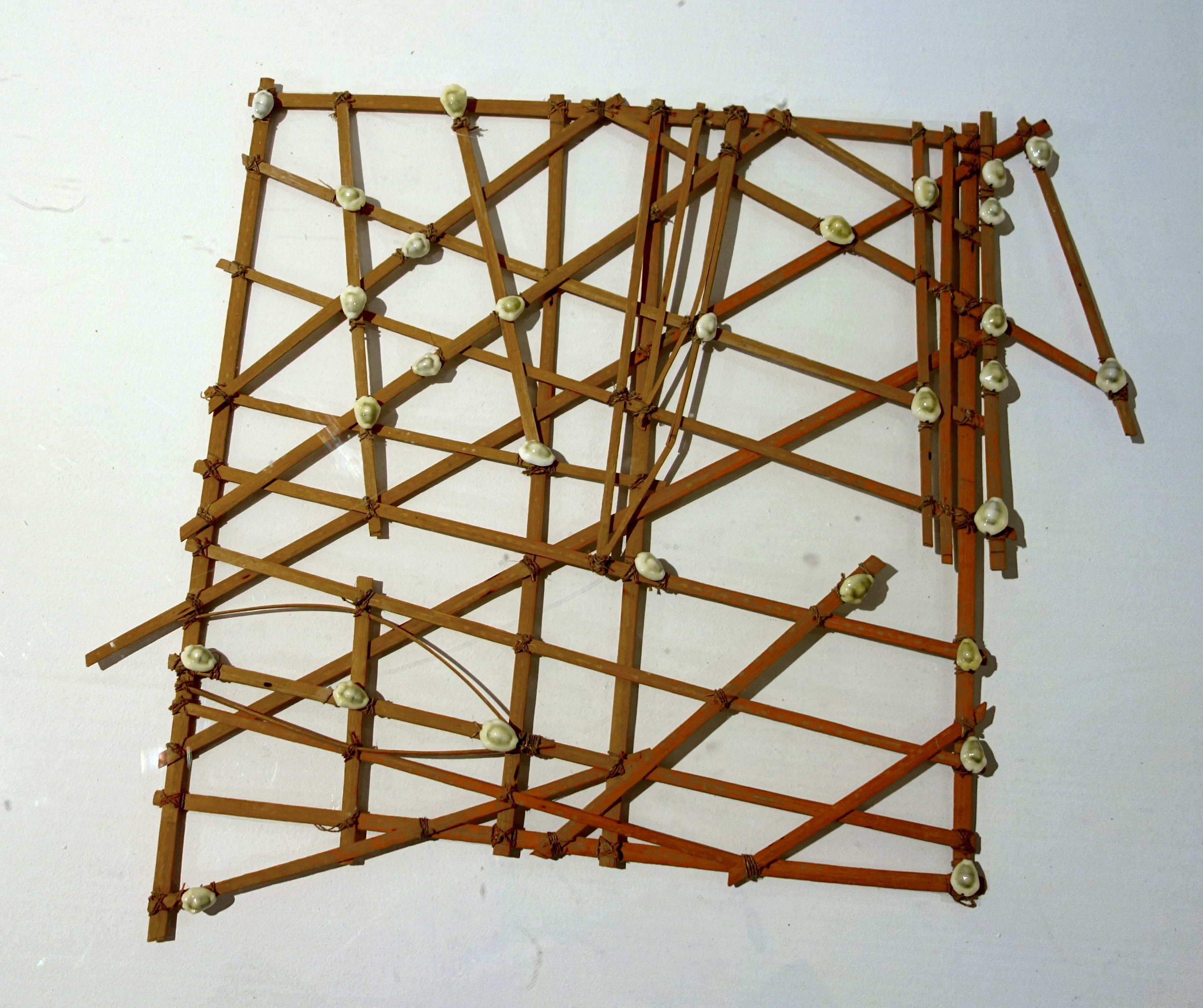
Carte à bâtonnets (Musée du Quai Branly)

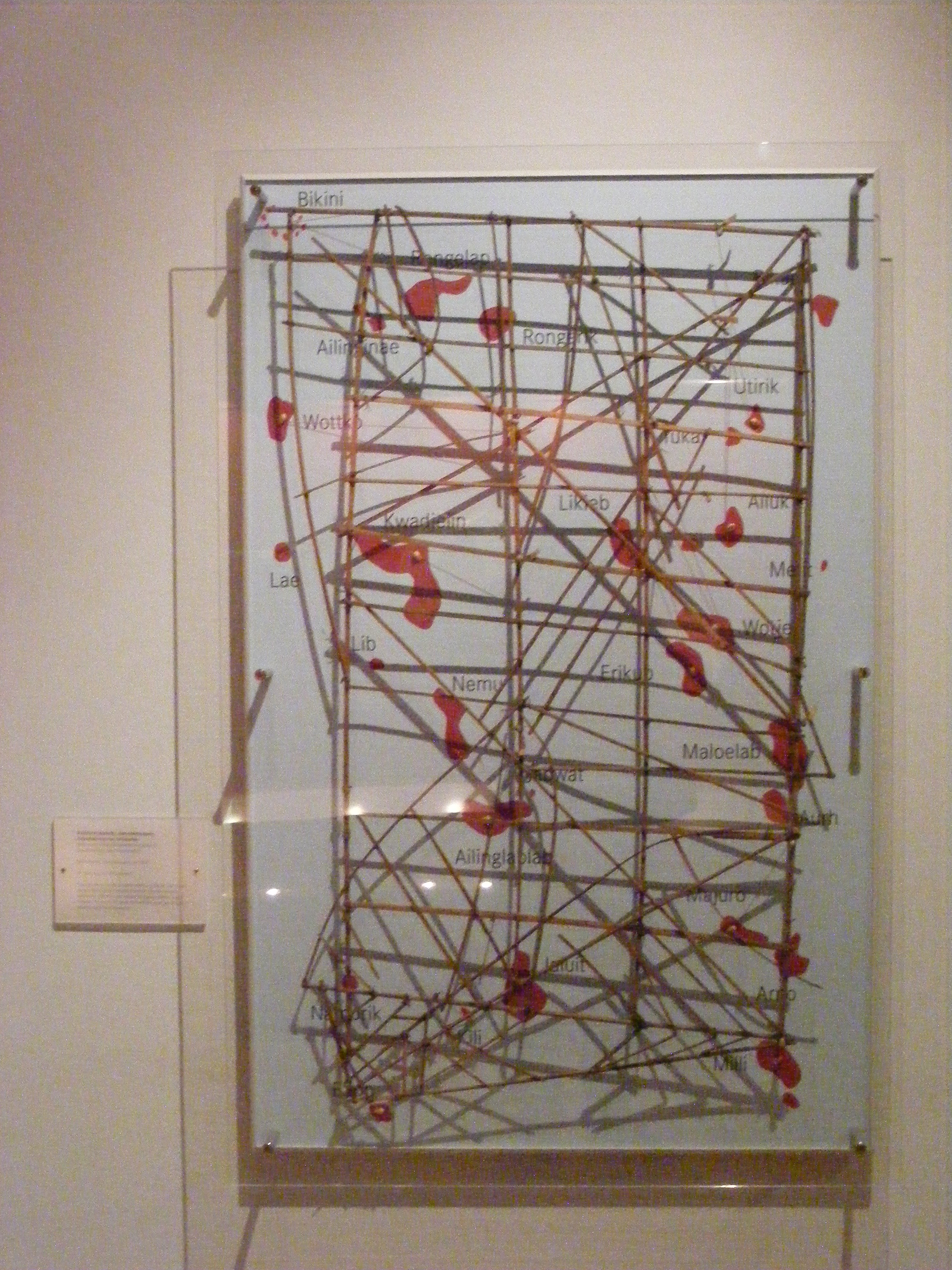
Carte à bâtonnets superposée à une carte moderne (Musée national d'ethnologie de Munich)

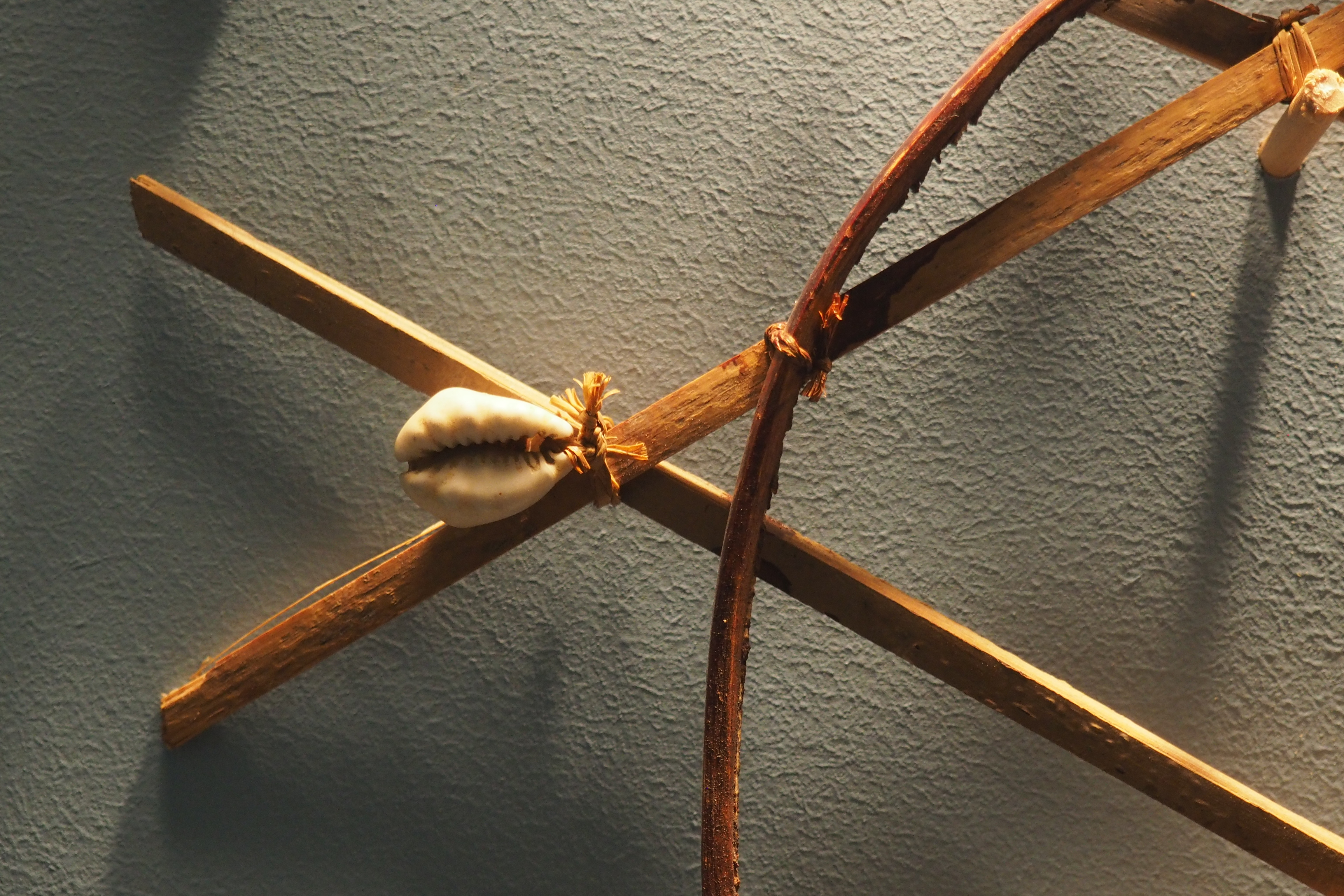
Détail d'une carte du XIXe siècle. Musée d'histoire de Berne.

## Connaissances nautiques
Les Marshallais reconnaissent quatre principales vagues de l'océan : le rilib,  kaelib, bungdockerik et bungdockeing. Ainsi chaque vague permet de produire un type de carte différent. Les marins se concentrent aussi bien sur la houle et ses effets que sur la contre-houle, celle créée par la rencontre entre l'océan et la terre.
Ces cartes sont d'une très grande précision malgré une conception simple.

### Rilib
Le  rilib est la houle la plus forte des quatre vagues de l'océan et a été désigné comme la «colonne vertébrale» de la houle. Il est généré par les nord-est alizés et est présent pendant toute l'année, même quand ils ne pénètrent pas aussi loin au sud que les Îles Marshall . Les Marshallais considèrent que les  rilib viennent de l'est, même si l'angle des vents ainsi que l'impact des courants océaniques peuvent varier en fonction de la direction de la houle.

### Kaelib
La houle kaelib est plus faible que la rilib et ne peut être détectée que par des personnes compétentes, mais ce vent est également présent tout au long de l'année.

### Bungdockerik
Le bungdockerik est présent toute l'année aussi et souffle dans le sens sud-ouest. Cette houle est souvent plus forte que la rilib dans les îles du sud.

### Bundockeing
Le  bundockeing  est la plus faible des quatre houles, et est principalement ressenti dans les îles du Nord.

## Typologies des cartes
Les cartes à bâtonnets se répartissent généralement en trois catégories principales: mattang, Meddo (ou medo) , et rebbelib (ou rebbelith).

### Mattang
Le mattang  était un tableau abstrait utilisé pour l'enseignement et des principes d'enseignement de la lecture des perturbations de la houle engendrées par les îles.

### Meddo
Le Meddo  montrait les îles réelles et leurs positions relatives ou exactes. Le Meddo indiquait également la direction des principales houles profondes de l'océan, la façon dont des bosses courbées autour des îles les indiquaient et par recoupement permettait de connaître la distance à partir d'un canot à laquelle une île pouvait être détectée. Les Meddo dépeignent une partie seulement de l'une des deux principales chaînes d'îles.

### Rebbelibgraphiques
Rebbelib dépeint la même information sous forme de diagramme que le Meddo, mais la différence réside dans l'inclusion des îles. Les Rebbelib contrairement aux Meddo incluraient toutes ou la plupart d'une ou deux chaînes d'îles.